# Grotte de Foissac
Pour les articles homonymes, voir Foissac.
La grotte de Foissac comprend un site archéologique du Néolithique récent et une grotte ornée du Paléolithique supérieur. Elle est située dans la commune de Foissac, dans le département français de l'Aveyron, en région Occitanie. Le site a été classé monument historique en 1978.

## Description
La grotte de Foissac s'ouvre dans des calcaires et des dolomies du Jurassique moyen et supérieur. Le développement de la cavité est de 11 000 m. Il existe au moins trois entrées : l'entrée dite « FFS » (fermée à clé) qui permet maintenant d'accéder aux peintures, le trou qui Fume, qui est l'entrée spéléologique, et l'entrée touristique qui est artificielle.

## Historique
Le réseau souterrain a été découvert en 1959. L'extrême amont du réseau a été mis au jour en 1965. Cette partie a été aménagée et ouverte au public en 1973. Elle a fait l'objet de fouilles de 1978 à 1988.
Le site a été classé monument historique le 6 mars 1978.
De 2020 à 2022, une campagne d'inventaire du réseau de Foissac a été menée, accompagnée d'un programme de datation directe des différentes périodes d’occupation préhistorique.

## Site néolithique
L'amont de la cavité a livré de nombreux vestiges archéologiques du Néolithique récent, datés d'environ 2700 av. J.-C. (sépultures, outils lithiques et osseux, céramiques et traces de passages multiples),.

## Site paléolithique

### Art pariétal
En 2006, la présence de peintures et de gravures pariétales du Paléolithique supérieur a été observée dans une autre partie du réseau, dans la salle François Rouzaud (du nom de l'un des archéologues qui ont étudié le site et qui y est mort en 1999).
Les gravures comprennent de fines incisions non figuratives. Les peintures incluent des traits noirs, des ponctuations rouges et noires, un aurochs, un capriné et deux bisons associés dans une scène de pré-accouplement. Des groupes de deux points disposés sur certains mamelons de calcite pendant du plafond traduisent peut-être une volonté de conférer à ces stalactites un aspect anthropomorphe.
Les tracés sont associés à des ossements et un fragment d'ivoire de mammouth fichés dans des fissures de la paroi, comme c'est le cas dans différentes grottes ornées du Quercy ou des Pyrénées. Compte tenu de la thématique et du style, les œuvres de Foissac pourraient être antérieures au Magdalénien.

### Vestiges archéologiques
Une statuette d'une dizaine de centimètres sculptée dans une phalange de bison ou d'aurochs a été découverte en 2014 dans la salle François Rouzaud. Elle représente un personnage probablement féminin portant dans ses bras un enfant ou un animal.

## Moyen-Âge
En 1999, la grotte de Foissac a été étudiée par un collectif de spéléologues de la Fédération française de spéléologie. Plusieurs sites d'extraction de pisolithes de fer ont été repérés, ainsi que des sentiers et traces de passages anciens. Ces traces de passage sont attestées par des traînées argileuses recouvertes de calcite. Elles sont situées au-dessus de la rivière souterraine et permettaient aux hommes de se rendre sur les sites d'extraction à pied sec. En de nombreux endroits de la galerie, on trouve des débuts de sondage qui montrent que la prospection minière a été également pratiquée dans la grotte. L'ancienneté des sondages est attestée par une fine couche de calcite. L'incursion et l'exploitation de courte durée sont attribuées à la période médiévale, comme l'indiquent les tessons de poteries trouvés près de l'entrée dite « FFS ». Cet accès correspond à l'entrée historique qui s'ouvrait au fond d'une doline.

## Visites
La grotte est aménagée pour la visite du public.